# Čanjevo
Čanjevo is een plaats in de gemeente Visoko in de Kroatische provincie Varaždin. De plaats telt 215 inwoners (2001).